# Жаніс Ансонс
Жаніс Ансонс (латис. Žanis Ansons; 4 грудня 1911 — 24 листопада 1968) — латвійський доброволець військ СС, гауптшарфюрер військ СС. Кавалер Лицарського хреста Залізного хреста.

## Біографія
Син фермера. В 1942 році поступив на службу добровольцем в 1-шу роту 24-го батальйону шуцманшафту. В березні 1943 року переведений у 3-тю роту латвійського полку, 1 жовтня — у війська СС. З 20 квітня 1944 року — командир взводу 3-ї роти 14-го гренадерського полку військ СС (латвійського № 6) 19-ї гренадерської дивізії військ СС. Відзначився під час боїв у Курляндії. Після капітуляції німецьких військ в Курляндії разом із кількома товаришами сховався і продовжив таємну боротьбу з більшовиками. 18 грудня 1945 року, під час відвідування своєї родини, разом із товаришем був оточений радянськими солдатами. Ансонс вирішив здатися в полон, щоб врятувати сім'ю від репресій, а його товариш наклав на себе руки. Ансонс був депортований у табір під Воркутою. Звільнений в 1955 році і повернувся в Латвію. Після важкого ув'язнення Ансонс був важко хворий і помер 24 листопада 1968.

## Нагороди
- Медаль «За зимову кампанію на Сході 1941/42»
- Відзнака для східних народів 1-го класу в сріблі (24 квітня 1943)[1]
- Залізний хрест
  - 2-го класу (27 серпня 1943)
  - 1-го класу (16 жовтня 1944)
- Штурмовий піхотний знак в сріблі (14 листопада 1944)
- Нагрудний знак ближнього бою в бронзі (23 грудня 1944)
- Нагрудний знак «За поранення» в чорному (23 грудня 1944)
- Лицарський хрест Залізного хреста (16 січня 1945) — представлений до нагороди 8 січня Вальтером Крюгером.